# Даніель Цвікер
Даніель Цвікер (нім. Daniel Zwicker, *22 січня 1612 р., Гданськ — †10 листопада 1678 р., Амстердам) — доктор медицини, дослідник фауни Волині, автор карти боліт Полісся.

## Життєпис
Народився 22 січня 1612 року в Гданську. Його родина з  Ліхнови, де батько Фрідріх був пастором лютеранської церкви. Перед 1611 р. батько з сім'єю переїхав до Гданська, ставши пастором церкви Св. Варфоломея. У Даніеля було три брати і сестра.
Вступив до Кенінсбергського університету 6 червня 1629 року. Навчався на медичному факультеті до 1634 року і надрукував там два наукових трактати 27 січня і 27 жовтня 1634 р.. Докторську дисертацію захистив 9 липня 1639 року в Лейденському університеті і повернувся в м. Гданськ. За фахом офтальмолог, працював лікарем. Неодружений, проживав в будинку свого старшого брата Фрідріха. Через свої релігійні переконання перебував в опозиції до гданських співробітників, а також до старшого брата, який після смерті батька зайняв його місце в лютеранській церкві Св. Варфоламея в 1643 році. Захоплювався социніанством, став прихильником армініанства.
Даніель Цвікер з групою молодих однодумців згуртувалися навколо прихильника віротерпимості Марціна Руара (1589—1657 рр.) і разом з ним переїхали в Страшин, що знаходився за 10 км від Гданська. Став прихильником антитринітаріїв, які не визнавали Пресвяту Трійцю, через що змушений був переховуватися в общині добрих братів Немиричів (польські аріани) на волинському Поліссі. Де він займався лікарською практикою та досліджував фауни поліських боліт.
В 1650 році в Гданську видає свою карту боліт Полісся, на якій позначено розповсюдження польської кошенілі. Нині карта зберігається в м. Дрездені.
Через декілька років відвідав в Моравії Чеських братів.
У 1657 р. переїхав до Нідерландів, одночасно повернувся в лоно Лютеранської церкви. Де написав релігійні трактати.
Помер в м. Амстердамі 10 листопада 1678 року.

## Праці
Автор до 50 полемічних творів, частина надрукована, а частина залишилися в рукописах.
- «Irenicon Irenicorum, sen reconciliaris christianorum hodiernorum norma triplex» (Амстердам, 1658);
- «Irenico-Mastix perpetuo convictus et constrictus» (ib., 1662);
- «Compelle intrare seu de contradictione Ecclesiis ostensa» (ib., 1666);
- «Irenico-Mastix posterior» (ib., 1667); «Novi foederis Josias» (ib., 1670);
- «Revelatio demonolatriae inter christianos» (ib., 1672).